# Eremobates sulfureus
Espèce
Synonymes
- Datames sulfureus Simon, 1879

Eremobates sulfureus est une espèce de solifuges de la famille des Eremobatidae.

## Distribution
Cette espèce est endémique du Colorado aux États-Unis,.

## Description
La femelle décrite par Roewer en 1934 mesure 15 mm.

## Publication originale
- Simon, 1879 : Essai d'une classification des Galéodes, remarques synonymiques et description d'espèces nouvelles ou mal connues. Annales de la Société Entomologique de France, sér. 5, vol. 9, p. 93–154 (texte intégral).